# Parathalestris aurantiaca
Parathalestris aurantiaca is een eenoogkreeftjessoort uit de familie van de Thalestridae. De wetenschappelijke naam van de soort is voor het eerst geldig gepubliceerd in 1975 door Pallares.